# Calaum Jahraldo-Martin
Calaum Jahraldo-Martin (* 27. April 1993 in Hemel Hempstead) ist ein in England geborener Fußballspieler, der für die Nationalmannschaft von Antigua und Barbuda spielt.

## Vereinskarriere
Calaum Jahraldo-Martin begann seine Karriere in seinem Geburtsland England bei den unterklassigen FC Boreham Wood und FC Dulwich Hamlet. Bei Boreham Wood kam der Stürmer einmal in der Conference South zum Einsatz, für Dulwich Hamlet in 20 Spielen der Isthmian League. Für den aus dem Londoner Stadtteil Dulwich beheimateten Verein erzielte er zudem zwei Tore. Im März 2013 unterschrieb der 19-Jährige einen Vertrag bei Hull City. Er debütierte für das Profiteam der Tigers unter Manager Steve Bruce in der zweiten Runde des Ligapokals gegen Leyton Orient. Er wurde dabei in der 67. Spielminute für den deutschen Nick Proschwitz eingewechselt. Im November 2014 wurde Jahraldo-Martin bis Januar 2015 an den englischen Viertligisten, Tranmere Rovers verliehen. Danach folgte eine weitere Leihe zum schottischen Zweitligisten Alloa Athletic und englischen Viertligisten Leyton Orient. Seit 2016 spielt er nur noch unterklassig, aktuell bei Sechstligist Billericay Town.

## Nationalmannschaft
Aufgrund dessen, dass mindestens ein Elternteil von Jahraldo-Martinaus aus Antigua und Barbuda stammt, wurde der gebürtige Engländer im März 2014 in die Nationalmannschaft des Inselstaates berufen. Er debütierte in der Qualifikation für die anstehende Fußball-Karibikmeisterschaft 2014 gegen Anguilla im Sir Vivian Richards Stadium von Antigua. Er konnte dabei das erste Tor im Nationaltrikot erzielen. Mit der Nationalmannschaft konnte sich der Stürmer erfolgreich für die Karibikmeisterschaft qualifizieren und kam während dieser in allen Gruppenspielen zum Einsatz. Hinter dem späteren Sieger Jamaika sowie Haiti und Martinique wurde das Team um Spieler wie Josh Parker, Connor Peters, Zaine Francis-Angol, Keiran Murtagh, Myles Weston, Quinton Griffith, Nathaniel Jarvis, Peter Byers, Tamorley Thomas, Jorrin John und Dexter Blackstock letzter in der Gruppe.